# Alberto Spencer
Pour les articles homonymes, voir Spencer.
Alberto Spencer (nom complet : Pedro Alberto Spencer Herrera) est né le 6 décembre 1937 à Ancón en Équateur ; il est décédé le 3 novembre 2006 à Cleveland. Il est considéré comme le plus grand footballeur équatorien de tous les temps. Il jouait au poste d'attaquant et était surnommé « Cabeza Mágica » (tête magique).

## Biographie
Il s'est illustré particulièrement sous le maillot de Peñarol remportant trois fois la Copa Libertadores (1960, 1961, 1966), deux fois la Coupe intercontinentale (1961, 1966) et six Championnat d'Uruguay. Il détient aussi le record de buts marqués en Copa Libertadores avec 54 buts entre 1960 et 1972. Au total, il inscrira 326 buts pour Peñarol.
Sur le plan des sélections, il aura une carrière beaucoup plus modeste. Étrangement, il a porté deux maillots différents simultanément, celui de l'équipe d'Équateur (son pays de naissance) et celui de l'équipe d'Uruguay (son pays d'adoption). Il fut même approché pour porter les couleurs de l'équipe d'Angleterre en raison de ses origines anglaises. Considéré comme l'un des meilleurs joueurs sud-américains de l'histoire, il est resté peu connu en Europe car il n'a jamais disputé de coupe du monde. Il est décédé des suites d'une crise cardiaque le 3 novembre 2006.

## Équipes nationales
- 11 sélections et 4 buts en équipe d'Équateur entre 1959 et 1972
- 5 sélections et 1 but en équipe d'Uruguay entre 1964 et 1967